# Brent Van Doninck
Brent Van Doninck (Herentals, 15 januari 1996) is een Belgisch motorcrosser.

## Levensloop
Van Doninck in 2010 werd tweede in het Duits Kampioenschap 85cc.
Van Doninck werd opgemerkt door Stefan Everts, die hem sportief ging begeleiden. Hij nam deel aan de laatste proef van het Europees Kampioenschap 125cc 2010, en werd zo 29ste in de eindstand. In 2011 nam hij deel aan het volledige kampioenschap en werd zevende in de eindstand. Vanaf 2012 kwam hij uit in het Europees Kampioenschap MX2. Van Doninck wist het podium te halen, maar werd ook dit jaar zevende in de eindstand. 2013 werd gekenmerkt door blessures, en Van Doninck kwam niet verder dan de negende plaats. In 2014 deed hij lang mee voor de Europese titel, maar enkele mindere resultaten zorgden ervoor dat hij tevreden moest zijn met de vierde plaats in de eindstand.
In 2015 maakte Van Doninck de overstap naar Yamaha, en werd vanaf dan begeleid door Marnicq Bervoets. Door teleurstellende resultaten van zijn teamgenoot Damon Graulus, mocht Van Doninck vanaf de derde wedstrijd van het seizoen debuteren in het Wereldkampioenschap motorcross MX2. Van Doninck deed het verre van slecht en eindigde het seizoen op de dertiende plaats. In 2016 had hij veel te maken met blessures en bleef steken op de vijftiende plaats aan het eind van het seizoen. Ook 2017 was geen groot succes, ondanks dat hij een podiumplaats wist te behalen in de GP van Europa, in het Nederlandse Valkenswaard. Van Doninck werd tiende in de eindstand. Vanaf 2018 zal hij uitkomen op Husqvarna.
Van Doninck werd ook al enkele keren geselecteerd voor de Motorcross der Naties.